# Ficción (película de 2006)
Ficción o Ficció en catalán, es una película española de 2006, dirigida y guionizada por Cesc Gay.

## Argumento
La historia presenta a un tímido director de cine llamado Álex, que intenta finalizar su último guion a la vez que lucha por dejar su timidez e introversión para dar la cara en el mundo del cine, pudiendo llegar a lo más alto con sus creaciones.
Para terminar su guion, decide alejarse del ruido y de todas las personas que le rodean, buscando un pequeño pueblo de los Pirineos que le mantendrá apartado en la intimidad y la tranquilidad del campo y los montes
Durante su estancia en el pueblo, conoce a una excelente violinista llamada Mónica y que está pasando las vacaciones en la casa de una amiga. Tras hablar durante varias horas, ambos se dan cuenta de que están enamorados el uno del otro, pero aparecerán ciertos motivos por los que no podrán estar juntos.

## Reparto
- Eduard Fernández, como Álex.
- Javier Cámara, como Santi.
- Montse Germán, como Mónica.
- Carme Pla, como Judith.
- Ágata Roca, como Silvia.
- Greta Fernández, como Andrea.
- Sol Caramilloni, como Violeta.
- Pau Rangel, como Pau.

## Localización
Para el rodaje de la película, se utilizaron como escenario las siguientes localidades catalanas:
- Lles de Cerdanya, Lérida
- El Cadí, Lérida
- Bellver de Cerdanya, Lérida
- Sanillés, Lérida
- Músser, Lérida
- Prats, Lérida
- Puigcerdá, Gerona
- Barcelona

## Premios
| Año  | Premio                           | Evento                     | Resultado |
| ---- | -------------------------------- | -------------------------- | --------- |
| 2007 | Astor de Oro a la Mejor Película | Festival del Mar del Plata | Ganadora  |
| 2007 | Mejor película española          | Premios Turia              | Ganadora  |